# فاطمه تبعمرانت
فاطمه تبعمرانت (انگلیسی: Fatima Tabaamrant؛ زاده ۱۹۶۳) یک است.